# Notteco
notteco（のってこ）は、アディッシュプラス株式会社が運営するライドシェアサービスである。2007年5月9日にのってこ！として発足したあと、2015年4月10日に全面リニューアルしてnottecoとなった。

## 概要
自家用車の長距離ドライブで相乗りによる負担軽減を目的として、車を出すドライバーと、それに相乗りしたい同乗者をマッチングするウェブサイトである。サイトはPC版とスマホ版がある。
ドライバーは運行にかかったガソリン代や高速代の実費を同乗者と割り勘で収受することができる。同乗者はドライバーとの交渉次第で、公共交通機関よりも安く移動できたり、乗降場所や時間を柔軟に変更してもらえる等のメリットがある。ただし、Uberのようにドライバーが利益を上げる事はできず、また一切の営利行為を禁止している(後述)。
利用目的は単身赴任者の帰省が最も多く、次いでイベント参加、フェス・ライブ参加、レジャー（スキー・スノーボード）、観光地の行楽での利用が多い。
株式会社ターンタートルが2007年5月9日に開始した初代「のってこ！」が前身で、2015年4月10日に株式会社costyleが事業譲渡を受けて全面リニューアル、新たに「notteco」となった。2015年9月9日から株式会社ガイアックスの子会社である株式会社nottecoにより運営されていたが、2022年3月1日からインターネット関連企業であるアディッシュプラスに移管され、運営されている。
なお、nottekoではなくnottecoと表記するが、これは初代のってこ！の頃からロゴに併記されており、運営事務局によると、相乗りによる「eco(エコ)」にかけているのだという。
2017年3月時点では、4万人以上のユーザーを有している。
公共交通機関が整備されていない地域の新たな交通手段としての試みも行われており、2017年3月12日からは北海道天塩町と提携してライドシェアの実証実験を開始した。
実費の割り勘は白タク行為ではないかとの指摘が以前からされていたが、アベノミクスの一環として制定された産業競争力強化法（2014年1月20日施行）による「グレーゾーン解消制度」に基づき、2017年5月18日に経済産業省は、ガソリン代及び有料道路通行料金の実費相当を割り勘する相乗りについては「旅客自動車運送事業」に該当しないと発表した。
2019年時点では、サイト自体の利用は無料で、ドライバーと同乗者の現金のやりとりのみであるが、将来的にある程度規模が大きくなったら、決済システムを導入してドライバーから手数料を収受することが示唆されている。
2023年12月には、国土交通省の外局である観光庁の「第2のふるさとづくりプロジェクト」に選定された『「やんばるSHINKAが地域と来訪者を結ぶ」やんばる3村で育む希少な体験価値創出事業』（以下、やんばる3村モデル実証事業）に採択されている。
2024年には、鈴鹿サーキットを運営するホンダモビリティランドと「サステナビリティパートナーシップ」を締結し、移動によるCO2削減に向けての取り組みにも取り組む。

## 利用方法
2015年リニューアル前の旧のってこ！は、募集ごとに掲示板を作成してコメントを書き込む（閲覧者にもやりとりが見える）方式であったが、リニューアル後のnottecoはヨーロッパのライドシェアサイトBlaBlaCarに類似した仕様になり、外国人にも利用しやすいよう配慮されている。

### 募集と応募
募集は、車を出すドライバーが運行スケジュールを掲示して同乗希望者を募る形式と、同乗希望者が運行スケジュールの希望を掲示してドライバーを募る形式の2タイプがある。どちらの場合も、募集者が投稿した募集の詳細ページをよく確認の上、応募者が「コンタクト」で交渉を開始する。双方が合意したら応募者から「申請」を出し、募集者がそれを「承認」して正式成立となる。募集者には応募者を選ぶ権利があり、受け入れることも断ることもできる。
利用者同士は基本的に個人情報や連絡先などは交換せず、サイト上のやりとりのみで利用できるようにシステムが構築されているが、募集者によっては緊急時の連絡先として電話番号の交換を必須に設定している場合があるため、この場合は電話番号を入力しないと相乗り申請ができない。また、本名とメールアドレスの交換を条件として本文に記載しているケースもあるので、募集本文をよく確認した上で相手と交渉する。
女性利用者のみ、募集対象を女性に限定する設定が可能であるが、現況では女性の同乗者は多いものの女性ドライバーは極めて少ない事に留意する。
なお、不特定多数の閲覧者が見られる場所（募集ページやプロフィール等）に自分の連絡先などを掲載したり、URLのリンクを貼って外部サイト（個人のブログやSNS等）に誘導する行為は規約で禁止されている。
募集ページにはgoogle マップで経路が表示されるが、これは募集者が入力した発着地をサイト側で自動的に経路を検索して表示したもので、募集者の意思によるものではなく手動変更もできないため、実際の運行経路とは異なる可能性がある。また、待ち合わせ場所もマップ上の出発地点とは限らないため、募集者に確認を取っておく必要がある。

### 待ち合わせとドライブ
待ち合わせの際はスマートフォンやタブレット等で、外出先でサイトを通じて相手とメッセージをやりとりするのが前提となる。渋滞や交通機関の遅延等による遅刻の連絡も外出先でサイト経由で行う。携帯電話（ガラケー）利用者など、インターネット端末を持ち歩いておらず現場からサイトにアクセスできない場合は、事前に電話番号やメールアドレスといった連絡手段を交換しておく必要がある。また、大きな駅で待ち合わせると、しばしば同乗者が駅構内で迷って遅刻したり、待ち合わせ場所にたどり着けないことがあるため、小さな駅で待ち合わせた方がスムーズに合流できることが多い。
同じイベントへの参加など、目的地や趣味を同じくする者同士では、会話が盛り上がり楽しいドライブとなることもある。一方で会話は苦手とか、同乗者は寝ていても構わないというドライバーもいる。喫煙、飲食、途中休憩などの車内ルールについては、募集者があらかじめプロフィールや募集ページに書いておくのが良いが、記載がない場合は応募者から問い合わせる。なお、車内での飲酒については、飲酒運転防止の観点から同乗者であっても控えるのが望ましい。

### 運転交代
同乗者も運転免許を持っていれば、ドライバー1人だけでなく、同乗者と運転交代しながらドライブを進めることが可能である。これはドライバーの負担軽減、過労運転防止のほか、休憩時間の削減という面でメリットがある。同乗者と運転交代を前提とする場合、募集の段階で事前に合意するのはもちろん、自動車保険は他人が運転しても有効なものに加入しておく必要がある。特に本人限定・家族限定・年齢制限のある保険には注意が必要である。なお、同乗者自身が「他者運転特約」に加入しておけば、車両側の保険が無効でも補償が受けられる。

### 道路交通法の留意事項
以下のような募集が見受けられるが、いずれも交通違反となるため行なってはならない。
- 高速道路のバス停留所を乗降場所として希望したり指定するユーザーがドライバーと同乗者、双方に見受けられるが、道路交通法で一般車両のバス停留所進入は禁止されている。

- 荷台や寝台など、座席以外の部分に人を乗せる行為が見受けられる。乗車方法違反となり、万一の事故時には保険の補償も受けられなくなるので行わないこと。
- 寝台を設置し「寝台列車のように寝て行ける」と謳った募集が見受けられるが、キャンピングカー等の寝台は停車中に限り使用できるものであり、走行時は座席に着席しシートベルトの着用が義務付けられている。

### レビュー機能
ドライブ終了後に、ドライバーと同乗者が互いに評価コメントを書き込む仕組みになっている。いわゆる口コミで、コメントの内容は他のユーザーから次回以降の相乗り募集の参考とされる。同乗者は1人のドライバーを評価する一方で、ドライバーは同乗者が複数いる場合は1人ずつり個別に評価する仕組みとなっている。評価は「悪い」「良くない」「良い」「素晴らしい」「非常に素晴らしい」の5段階である。
特に問題がない場合は、「非常に素晴らしい」で評価するのが通例であるが、トラブルや問題があった場合は、レビュー評価にその旨を記入する。レビュー内容により悪質ユーザーがアカウント停止や退会処分となったケースもあり、率直な評価により自浄作用が働くことも期待できる。
なお、交渉時に自分の希望が通らなかったとか、毛布やブランケットがない、カップボルダーが壊れてた等の不満を書くユーザーが稀に見受けられるが、サービス業ではないのでクレーマーのような書き込みは却って自身の信用を落とす事に留意する。

## 利用規約による規定

### 営利行為の禁止
ライドシェアという文脈で誤解されがちだが、日本では自家用車の有償運送(白タク・白バス行為)が禁止されているため、Uberのようにドライバーが利益を上げる事はできない。nottecoではあくまで実費の割り勘としており、notteco利用規約では一切の営利行為を禁止している。
ドライブ実費とは運行にかかる経費のうち、燃料代、有料道路通行料金の2点を指す。これを参加者全員で割り勘（コストシェア）する。一人当たりの負担額はドライブによって様々だが、白タク行為防止のため、ドライバーが受け取る合計金額はドライブにかかった実費を超えてはならないことに留意する。
自動車の購入費や維持費（整備費、保険料など）は実費とは見なされない。また、車両のリース代やレンタル代も実費には含まれないため、レンタカー代も割り勘してはならない。
サイト側は白タク対策として、募集投稿の際に入力した発着地と募集人数から一人当たりの上限額を自動的に算出し、それ以上の金額は入力できないようにしている。

## 問題点
2007年の開設から2021年現在まで、人命にかかわるような重大な交通事故や、警察沙汰になるような大きな事件は確認されていないが、公共交通機関とは異なりドライバーや同乗者の保護、保証が担保されているものではないため、重大事故が起きた場合は参加者各自の自己責任となる可能性に注意する。自衛のためにも、ドライバーは加入する自動車保険の内容を充実させておくこと、同乗者もドライバーが加入する保険内容を正しく理解しておく必要がある。

### ライドシェア特有の事情や理念を理解していないユーザーの増加
公共交通機関とは異なるライドシェア特有の事情やルール・マナーを理解しないまま参加するユーザーが増加傾向にある。近年、本サイトを含めてライドシェアそのものがマスメディアで多く紹介されたことや、運営側がユーザー数増加を目的に入会やドライブ登録手続きを簡略化した結果、発生する問題である。
一例として、以下のような事例が発生している。
- 車両故障や体調不良などやむを得ない事情により、運行できなかったドライバーや乗車できなかった同乗者に対し、低評価を付けるユーザーがいる。
個人間のサービスであるため、公共交通機関のように代わりの運転者や車両故障時の代替車両を確保しているわけではない。そのため、体調不良や車両故障などにより、当日急に運転や同乗が中止となる可能性がある。不慮の事態による履行不能は起こり得ることを想定しておくこと。
- 夜間の長距離運転の経験が不足したまま同乗者を乗せた結果、想定以上の疲労で運行不能に陥り、急遽同乗者が運転を代わった事例がある。
プロドライバーではないとはいえ、人を乗せる以上は十分な準備が欠かせないことを理解しておく。また前述のとおり同乗者との運転交代は、過労防止や休憩時間の削減という面で有効であるが、加入している自動車保険の内容には十分注意する。
- 運行の遅れに対してドライバーを急かしたり、「お客様」感覚で不満を漏らす事例が見受けられる。
ツーマン運行の長距離バスとは異なり、ドライバーが1人の場合は体力的に最も負担がかかるのはドライバーであり、疲労や体調、道路の混雑状況などによりスケジュールが前後することはやむを得ない。疲労を感じながら休憩を取らず無理に運転を継続するのは極めて危険であることを、ドライバーと同乗者がともに理解するべきである。到着時間について、どうしても事情がある場合は、交渉の段階でドライバーに相談しておくのが望ましい。
またライドシェアの理念上「客」という概念はなく、同乗者もドライバーも互いに出費しており対等な立場のユーザーである。しかしドライバーが現金を受け取っていることから「お客様」感覚を持ってしまうユーザーがおり、トラブルにつながることがある。
- スマートフォンを持っていないなど、外出先でサイトにアクセスする手段を持たないユーザーが、待ち合わせ場所で連絡が取れずに待ち合わせに失敗するケースがある。
連絡手段をはじめ、nottecoの利用方法についてはユーザーがよく理解しておく必要がある。
- 長距離であるにもかかわらず、後部座席に1列当たり同乗者3人を座らせるなど、極端に狭い座席に着席させるドライバーが見受けられる。
たとえ定員の範囲内でも、乗車が数時間に及ぶ長距離ドライブで、極端に狭い座席や後部座席に3人一杯の着席は同乗者にとってかなりの苦痛となる。
通常は1列当たり2人とし、5人乗りの乗用車なら同乗者は3人、8人乗りのミニバンなら同乗者は5人とするのが通例である。
どうしても定員一杯まで募集したい場合は、募集の段階でかなり窮屈な座席があることを記載しておくのが望ましい。
- 荷物の大きさや量を事前確認する際に過小申告したり、ドライバーの承諾を得ずに荷物を増やすとトランクに入りきらず、他の同乗者の膝上や足元にまで荷物がはみ出し、迷惑がかかることになる。
nottecoは長距離移動がメインのため、一人あたりの荷物も旅行並みに多くなる。特に週末は同乗人数が増える傾向にあり、全員の荷物は載せきれない場合が多い。そのため大きな物は宅配便で送る等の対策を各自で行う必要がある。
一人の身勝手な虚偽申告や無申告の荷物を持ち込む行為は、ドライバーだけでなく他の同乗者の迷惑となることを理解する。またドライバー自身も荷室の寸法と載せられる荷物の大きさを正確に把握しておく必要がある。
- 一部の男性ドライバーが、無料または相場より激安の金額で募集し、男性からの相乗り申請をすべて却下し、若い女性のみを選んで相乗り承認するユーザーが複数人確認されている。異性に限定して相乗り承認をすることが、規約違反とされている「出会い目的行為」に該当するかについては、運営は「判断が難しい」としており、現状では放置状態になっている。しかし、ドライブ終了後にプライベートでしつこく連絡する等の行為が見受けられる事から、ユーザー各自で注意されたい。

### 悪質ユーザーへの対応
notteco運営事務局では、犯罪抑止と安全性向上を目的に、2016年4月から既存会員も含めてドライバーは運転免許証、同乗者は身分証明書の登録を必須化した。
ユーザーのレビュー評価においては、ドライバーの運転が乱暴だった、ドライバーから事前に合意した金額を上回る請求をされた、時間になっても相手が現れず連絡も途絶えた、などの書き込みが見られる。
いわゆる「ドタキャン」を平然と繰り返す者や、不満を理由に全額踏み倒す行為を2度も行ったユーザーもいたり、ドライブ終了後に、男性利用者が女性利用者にしつこく連絡する等の迷惑行為が確認されている。
nottecoの規約では、止むを得ずキャンセルする場合は理由を説明して誠意を示すこと、事前に合意した割り勘の金額を遵守すること、男女の出会い目的での利用は禁止である事をルールとしており、規約やルール、マナーを守らない利用者が少ないながらも存在することが課題となっている。
notteco運営事務局としては、これらの悪質ユーザーに対し、アカウント停止や退会処分、再登録の拒否など、断固とした処置をとるとしている。

## テレビ番組
- 日経スペシャル ガイアの夜明け 危機の冬 “私は買わない”～不況を賢く生き抜け！～（2008年12月16日、テレビ東京）[15]。- 現代版ヒッチハイク「のってこ！」を取材。